# Darcythompsonia neglecta
Darcythompsonia neglecta är en kräftdjursart som beskrevs av Redeke 1953. Darcythompsonia neglecta ingår i släktet Darcythompsonia och familjen Darcythompsoniidae. Inga underarter finns listade i Catalogue of Life.